# Les Fougerêts

Les Fougerêts este o comună în departamentul Morbihan, Franța. În 1 ianuarie 2022 avea o populație de 960 de locuitori.